# Пінгвін (телесеріал)
«Пінгвін» (англ. The Penguin) — американський кримінально-драматичний серіал, створений шоуранеркою Лорен ЛеФранк для HBO та заснований на однойменному персонажі коміксів DC. Серіал є спін-оффом до фільму «Бетмен» Метта Рівза.

## Синопсис
Дія серіалу відбувається через тиждень після подій «Бетмену» і розповідає про прихід до влади Освальда «Оза» Коблпота / Пінгвіна у злочинному світі Ґотему.

## Актори і персонажі

### Головні
| Актор           | Роль                           | Опис                                                                                    |
| --------------- | ------------------------------ | --------------------------------------------------------------------------------------- |
| Колін Фаррелл   | Освальд «Оз» Коблпот / Пінгвін | колишній поплічник кримінального боса Кармайна Фальконе, який прагне зайняти його місце |
| Крістін Міліоті | Софія Фальконе                 | донька Кармайна, яка веде жорстоку боторьбу з Кобблпотом за владу                       |
| Рензі Феліс     | Віктор Агілар                  | підліток, який став водієм Кобблпота                                                    |

### Другорядні
| Актор            | Роль              | Опис                                                                                                  |
| ---------------- | ----------------- | --- |
| Майкл Келлі      | Джонні Вітті      | андербос злочинної сім'ї Фальконе                                                                     |
| Майкл Зеген      | Альберто Фальконе | син Кармайна та брат Софії                                                                            |
| Кленсі Браун     | Сальваторе Мароні | бос мафії, чия діяльність закінчилася після історичної операції, в якій Кармайн був інформатором      |
| Шогре Аґдашлу    | Надія Мароні      | дружина Сальваторе                                                                                    |
| Дейдра О'Коннелл | Френсіс Кобб      | мати Оза, яка страждає від ранньої деменції                                                           |
| Джеймс Мадіо     | Мілош Грапа       | капореджиме сім'ї Фальконе                                                                            |
| Скотт Коен       | Лука Фальконе     | [ 8 ]                                                                                                 |
| Тео Россі        | Джуліан Раш       | доктор                                                                                                |
| Джеймі Ловсон    | Белла Реаль       | мер Ґотему                                                                                            |
| Алекса Палладіно | Карла Вітті       | молодша сестра Джонні                                                                                 |
| Кармен Іджого    | Ів Карло          | повія і коханка Оза                                                                                   |
| Марк Стронг      | Кармайн Фальконе  | померлий кримінальний авторитет Ґотема, з'являється у флешбеках; Стронг замінив актора Джона Туртурро |

## Епізоди
| № серії | Назва серії                    | Режисер(и)          | Сценарист(и)                 | Оригінальна дата показу | Глядачів U.S. (млн) |
| ------- | ------------------------------ | ------------------- | ---------------------------- | ----------------------- | ------------------- |
| 1       | «After Hours/Після закриття»   | Крейг Зобел         | Лорен ЛеФранк                | 19 вересня 2024         | 0.242               |
| 2       | «Inside Man/Інсайдер»          | Крейг Зобел         | Еріка Л. Джонсон             | 29 вересня 2024         | 0.299               |
| 3       | «Bliss/Блаженство»             | Крейг Зобел         | Ноель Валдівія               | 6 жовтня 2024           | 0.365               |
| 4       | «Cent'Anni/Століття»           | Хелен Шейвер        | Джон МакКатчон               | 13 жовтня 2024          | 0.368               |
| 5       | «Homecoming/Повернення додому» | Хелен Шейвер        | Бріана Гібсон та Шей Огбонна | 20 жовтня 2024          | 0.385               |
| 6       | «Gold Summit/Золотий саміт»    | Кевін Брей          | Нік Таун                     | 27 жовтня 2024          | 0.324               |
| 7       | «Top Hat/Циліндр»              | Кевін Брей          | Володимир Цвєтко             | 3 листопада 2024        | 0.384               |
| 8       | «Great or Little Thing/?»      | Дженніфер Гетцінгер | Лорен ЛеФранк                | 10 листопада 2024       | 0.464               |

## Виробництво

### Розробка
Станом на вересень 2021 року HBO Max перебував на ранній стадії розробки спін-офф серіалу фільму «Бетмен» (2022), присвяченого персонажу Освальду «Озу» Коблпоту / Пінгвіну. Режисер «Бетмена» Метт Рівз запропонував керівництву студії, що фільм-сиквел міг би розповісти про Пінгвіна більше, але керівництво захотіло використати ідею для серіалу.
Лорен Лефранк була найнята для написання серіалу, тоді як Рівз і продюсер «Бетмена» Ділан Кларк були визначені як виконавчі продюсери через свої відповідні продюсерські компанії 6th & Idaho і Dylan Clark Productions. Раніше вони розпочали розробку іншого спін-оффу, спрямованого на поліцію Ґотему, але на початку березня 2022 року цю ідею було призупинено на користь спін-оффів, спрямованих на існуючих комікс-персонажів; серіал про Пінгвіна просунувся у розробці найдалі у той час. Рівз тоді не був впевнений, що виступить як режисер серіалу, який, за його словами, буде пов’язаний з потенційним другим фільмом про Бетмена. Незабаром після виходу «Бетмена», HBO Max відправило замовлення на виробництво серіалу під назвою «Пінгвін», а ЛеФранк затвердили шоуранеркою та виконавчого продюсера. Деніел Піпскі та Адам Кассан з 6th & Idaho також були призначені виконавчими продюсерами, а Рафі Крон — співвиконавчим продюсером. Колін Фаррелл у липні заявив, що Рівз не буде режисером серіалу, але надаватиме вказівки щодо структури сценарію і братиме участь у виборі режисера. У жовтні Крейг Зобел був найнятий на посаду режисера перших трьох епізодів.
Після того, як у листопаді 2022 року Джеймс Ганн і Пітер Сафран стали генеральними директорами DC Studios, майбутні проєкти у всесвіті «Бетмена» Метта Рівза мали зніматися під їхнім наглядом. Анонсуючи перші проєкти для нової франшизи DC Universe (DCU) у січні 2023 року, Ганн сказав, що будь-який проєкт, який не вписується у DCU, буде потрапляти у категорію «DC Elseworlds». За аналогією — будь який комікс DC Comics використовує однойменний імпринт для позначення коміксів, які відокремлені від основної сюжетної лінії. Кіновсесвіт Бетмена від Метта Рівза мав стати частиною «DC Elseworlds», включаючи з серіалом «Пінгвін». Наступного місяця Білл Карраро був призначений виконавчим продюсером. Серіал складається з восьми епізодів, загальною тривалістю приблизно від шести до восьми годин. Фаррелл вважав, що така тривалість забезпечить час для вивчення історії походження Оза і дозволить серіалу бути «нескінченно веселим», захоплюючим і жорстоким, оскільки буде виконаний у більш зрілому тоні; серіал в кінцевому підсумку отримав рейтинг TV-MA. У квітні 2023 року серіал отримав офіційну назву «Пінгвін» і було оголошено про його вихід на стрімінговому сервісі Max. У грудні 2023 року стало відомо, що Хелен Шейвер також виступить режисером.

### Сценарій
Дія серіалу починається через тиждень після подій «Бетмена», після затоплення Ґотему, зображеного в кінці фільму, що, за словами Фаррелла, створило «дуже складну, дуже темну історію». Також події серіалу відбуваються незадовго до фільму «Бетмен 2» (2026). Фаррелл сказав, що смерть злочинного авторитета Карміна Фальконе у «Бетмені» залишила вакуум у злочинному світі Ґотема, що спричинило боротьбу різних кримінальних угруповань за владу. Він додав, що серіал буде «неймовірно жорстоким» і що Оз зіткнеться з «надзвичайними перешкодами». Ділан Кларк сказав, що серіал покаже прихід Оза до влади і порівняв його з фільмом «Обличчям зі шрамом». Він додав, що серіал мав стати окремою історією від «Бетмена» і посилить враження від перегляду фільму. Рівз назвав «Довгу Страсну п’ятницю» (1980) джерелом натхнення і зазначив, що серіал розповідатиме про американську мрію, причому Оза «недооцінюють... ніхто не думає, що він здатен на щось, [але він] вірить у себе з вісцеральною жорстокістю».
ЛеФранк, Еріка Л. Джонсон, Ноель Вальдівія, Джон МакКатчеон, Бреанна Гібсон, Шей Огбонна, Нік Таун і Володимир Цветко написали епізоди серіалу. Сценарії були завершені до початку травня 2023 року.

### Кастинг
Коли у вересні 2021 року стало відомо про початок роботи над серіалом, Фарреллу запропонували відтворити роль Пінгвіна з «Бетмена», хоча за контрактом він не був зобов'язаний це робити. У грудні Фаррелл офіційно підписав контракт на головну роль у серіалі та став його виконавчим продюсером. У березні 2022 року Рівз заявив, що в серіалі можуть з’явитися інші персонажі з фільму. Наприкінці жовтня Крістін Міліоті була затверджена на роль Софії Фальконе. У лютому 2023 року Рензі Феліз отримав роль Віктора Агілара — підлітка, який подружився з Кобблпотом і став його водієм. Пізніше того ж місяця Майкл Келлі, Шохрех Агдашлоо та Дейрдре О'Коннелл отримали відповідно ролі Джонні Вітті, Надії Мароні та Френсіса Кобба.
У березні 2023 року Кленсі Браун, Майкл Зеген, Джеймс Мадіо, Скотт Коен і Тео Россі були обрані на ролі Сальваторе Мароні, Альберто Фальконе, Мілоша Грапи, Луки Фальконе та доктора Джуліана Раша відповідно. Кармен Еджого, Франсуа Чау та Девід Х. Холмс доєдналися до акторського складу у квітні. У січні 2024 року Джаред Абрахамсон отримав нерозголошену «ключову» роль, а Марк Стронг, який зіграв Тадеуса Сівану в Розширеному всесвіті DC, також оотримав нерозголошену роль.
У лютому 2023 року повідомлялося, що Роберт Паттінсон знову зіграє роль Брюса Вейна, хоча було незрозуміло, чи з’явиться персонаж як Бетмен. Наступного місяця Джеймс Ганн розвінчав чутки про те, що права на попередні телесеріали про Бетмена можуть перешкодити появі персонажа в цьому серіалі. Поява Паттінсона була підтверджена в червні 2024 року, коли очікувалося, що він з’явиться принаймні в одному епізоді.

### Зйомки
Основні зйомки розпочалися 1 березня 2023 року в Нью-Йорку. Дарран Тірнан виступив оператором перших трьох епізодів. Звукорежисерська робота відбувалася на студії Silvercup Studios North у Квінсі. Зйомки мали відбутися в окрузі Вестчестер, але 16 травня пікетувальники, які брали участь у страйку Гільдії сценаристів Америки, зупинили виробництво на день. Після подальших пікетів наступного дня на знімальних майданчиках серіалу біля церкви в Гарлемі, які знову завадили зйомкам, виробництво було призупинено до 18 травня. Зйомки коротеньких сцен проходили наступного дня в Брукліні. У червні виробництво було призупинено до завершення страйку. Очікувалося, що зйомки триватимуть протягом п'яти-шести місяців, і Келлі залишався один день до завершення зйомок. Страйк сценаристів завершився наприкінці вересня 2023 року, тоді як одночасний страйк SAG-AFTRA завершився 9 листопада. На той час зйомки серіалу мали відновитися наприкінці місяця, і це вважалося пріоритетом для Warner Bros. Зйомки відновилися 27 листопада в Бронксі, а наступного дня відбулися у Вайтстоуні, Квінс. Келлі завершив зйомки своїх сцен до січня 2024 року, а зйомки завершилися 17 лютого.

### Пост-продакшн
Монтажером серіалу став Енді Кейр.

### Маркетинг
Перші кадри зі зйомок серіалу були оприлюднені 12 квітня 2023 року під час прес-заходу Max Day.
Перший трейлер був показаний 21 березня 2024 року на телевізійному фестивалі Series Mania в Ліллі, Франція, а наступного дня він був опублікований в Інтернеті.

## Випуск
Прем’єра запланована на 19 вересня 2024 року на HBO в Сполучених Штатах, серіал складається з восьми епізодів. Трансляція відбувалася на Max. Спочатку прем'єра була запланована на середину 2024 року, але була відкладена через подвійний голлівудський страйк.